# Defecte topològic
|  | Aquest article tracta sobre esdeveniment cosmològic. Si cerqueu l'alteració en l'ordenació regular d'un cristall, vegeu «defecte topològic cristal·lí». |

Un defecte topològic, en cosmologia, és un esdeveniment en l'espai-temps (textures), estructures puntuals (monopols), filamentàries (cordes), o bidimensionals (murs) de molt gran densitat d'energia, predites per les teories de la gran unificació, com a vestigis de les primeres fases més calentes de l'Univers. L'existència d'aquests defectes topològics és hipotètica, i no hi cap verificació empírica.